# 12382 Ніагара-Фоллс
12382 Ніага́ра-Фоллс (12382 Niagara Falls) — астероїд головного поясу, відкритий 28 вересня 1994 року.
Тіссеранів параметр щодо Юпітера — 3,330.
Названо на честь Ніагарського водоспаду.